# Le Cambrioleur (film, 1957)
Pour les articles homonymes, voir Le Cambrioleur.
Pour plus de détails, voir Fiche technique et Distribution.
Le Cambrioleur (titre original : The Burglar) est un film américain réalisé par Paul Wendkos, sorti en 1957, avec Dan Duryea, Jayne Mansfield, Martha Vickers, Mickey Shaughnessy et Peter Capell dans les rôles principaux. Il s'agit d'une adaptation du roman policier The Burglar de l'écrivain américain David Goodis (qui écrit également le scénario).

## Synopsis
Le cambrioleur Nat Harbin (Dan Duryea) et ses deux associés, Blaylock (Peter Capell) et Dahmer (Mickey Shaughnessy) montent un coup pour voler Sœur Sarah (Phoebe Mackay), une riche héritière qui possède notamment un collier de pierres précieuses d'une grande valeur. Nat s'appuie sur Gladden (Jayne Mansfield) pour réussir ce vol mais doit se cacher après qu'il a été repéré pendant le casse par la police locale. Pendant ce temps, Charlie (Stewart Bradley), un policier corrompu, imagine un plan pour voler les voleurs avec l'aide de Della (Martha Vickers).

## Fiche technique
- Titre français : Le Cambrioleur
- Titre original : The Burglar
- Réalisation : Paul Wendkos
- Scénario : David Goodis d'après son roman The Burglar
- Photographie : Don Malkames
- Montage : Herta Horn et Paul Wendkos
- Musique : Sol Kaplan
- Direction artistique : Jim Leonard
- Production : Louis W. Kellman
- Société de production : Columbia Pictures Corporation, Samson Productions
- Pays d'origine :  États-Unis
- Langue originale : anglais
- Format : Noir et blanc - 35 mm — 1,85:1 - Mono
- Genre : Film noir, film policier
- Durée : 90 minutes
- Date de sortie :
  - États-Unis : juin 1957

## Distribution
- Dan Duryea : Nat Harbin
- Jayne Mansfield : Gladden
- Martha Vickers : Della
- Peter Capell : Baylock
- Mickey Shaughnessy : Dohmer
- Stewart Bradley : Charlie
- Wendell K. Phillips : le capitaine de la police
- Phoebe Mackay : sœur Sara
- John Facenda (en) : le commentateur sportif

## Autour du film
- C'est la première réalisation de Paul Wendkos.
- Il s'agit d'une adaptation du roman policier The Burglar de l'écrivain américain David Goodis initialement publié aux États-Unis en 1953. Ce titre a été traduit en France en 1954 sous le titre Le Casse au sein de la collection Série noire et a depuis été réédité dans différentes collections du groupe Gallimard (La Poche noire, Carré noir, Folio).
- Une partie de ce film a été tournée au New Jersey, notamment à Atlantic City et sur l'île de Brigantine, ainsi qu'en Pennsylvanie, notamment à Philadelphie.
- Un remake de ce film a été réalisé par Henri Verneuil en 1971 sous le titre Le Casse, avec Omar Sharif, Jean Paul Belmondo, Dyan Cannon, Nicole Calfan et Robert Hossein dans les rôles principaux.